# Дзеконский, Лев Викторович
Лев Викторович Дзеконский (30 декабря 1912 — 12 декабря 1993) — советский баскетболист и баскетбольный тренер. Заслуженный мастер спорта СССР (1947). Заслуженный тренер СССР (1957).

## Биография
С 1933 года выступал в сборной Грузинского индустриального института.
В 1938 году перешёл в «Локомотив», в составе которого стал бронзовым (1939) и серебряным (1940) призёром чемпионата СССР.
С началом войны перешёл в систему армейского клуба. В качестве играющего тренера дважды (1944, 1946) становился чемпионом страны и вице-чемпионом в 1945 году. В 1946 и 1948 году становился чемпионом Вооружённых сил.
Окончил Грузинский индустриальный институт, а также ГЦОЛИФК.
В 1950 году назначен старшим тренером тбилисского СКА. В 1950—1977 годах возглавлял женскую команду ГПИ (Тбилиси), серебряного призера чемпионатов СССР 1965 и 1966 годов.

### Преподавательская работа
- В 1934—1941 годах — преподаватель ГПИ.
- В 1942—1949 — инструктор по баскетболу ЗакВО.
- С 1950 — старший преподаватель кафедры спортивных игр ГПИ.

## Судейская работа
- Судья всесоюзной категории (1949[1])
- Судья международной категории (1953)